# Manfred Wegner
Manfred Wegner (* 1957 in Eutin) ist ein deutscher Sportwissenschaftler und Hochschullehrer. Von 2008 bis 2025 hatte er eine W3-Professur für Sportpsychologie und Bewegungswissenschaft am Institut für Sportwissenschaft der Universität Kiel inne. Zuvor war er Professor für Sportpsychologie, Sportsoziologie und Sportgeschichte an der Universität Kassel.

## Leben
Wegner besuchte die Schule in seiner Geburtsstadt Eutin, 1975 schloss er diese mit dem Abitur ab, danach studierte er zwischen 1977 und 1986 Biologie und Sport an der Kieler Christian-Albrechts-Universität. Zwischenzeitlich legte er Auslandssemester an der University of Utah in den Vereinigten Staaten ein. 1985 erlangte er an der University of Utah einen Master-Abschluss, 1986 legte er in Kiel das erste Staatsexamen für das Lehramt an Gymnasien ab. Wegner spielte Handball für den TSV Altenholz in der zweiten Liga.
Er schlug eine wissenschaftliche Laufbahn ein, war an der Kieler Universität als Assistent tätig, während er seine Doktorarbeit (Thema: „Konzentration und Konzentrationstraining im Hallenhandball: Theorie und Empirie“) schrieb, die er 1992 mit dem Prädikat „summa cum laude“ abschloss.
1998 legte er seine Habilitation zum Thema „Behinderte im Sport: Zur Psychologie der Belastungsverarbeitung im Spiegel von Einzelfallanalysen“ vor. Anschließend arbeitete Wegner bis 2003 als Oberassistent und Vertretungsprofessor am Sportinstitut der Christian-Albrechts-Universität zu Kiel.
2003 trat er an der Universität Kassel eine Professorenstelle für Sportpsychologie, Sportsoziologie und Sportgeschichte an, die er bis 2008 innehatte. 2008 kehrte Wegner nach Kiel zurück und übernahm dort eine Professur für Sportpsychologie und Bewegungswissenschaft.
Zu den Schwerpunkten Wegners wissenschaftlicher Tätigkeit zählen der Behindertensport (er ist Mitherausgeber des 2015 erschienenen Werkes „Handbuch Behinderung und Sport“), die Sportspielforschung, die Themenkomplexe „Stress, Emotion und Coping“ sowie „Motivation und Handlung“ und psychologische Beratung, Aspekte der Mannschaftsbildung, Familiensport sowie Präventions- und Rehabilitationssport.
Wegner prägte die Entwicklung des Familiensports innerhalb des Deutschen Olympischen Sportbundes (DOSB) und baute diesen Bereich nach der Gründung des Verbandes gemeinsam mit Ute Blessing-Kapelke auf.
2007 wurde Wegner in den Beirat von Special Olympics Deutschland gewählt, im November 2017 wurde er zum Vizepräsidenten Bildung und Akademie des Verbandes gewählt. Beim Deutschen Behindertensportverband ist er Mitglied des Breitensportausschusses. Wegner war entscheidend an der Entwicklung des Deutschen Sportabzeichens für Menschen mit Behinderung beteiligt. Von 2009 bis 2013 war Wegner Vorsitzender der Arbeitsgemeinschaft für Sportpsychologie in Deutschland. Im Mai 2018 übernahm er im Wissenschaftlichen Beirat des Bundesinstituts für Sportwissenschaft (BISp) den Vorsitz, während er in dem Gremium gleichzeitig für Behindertensport verantwortlich war.
Im Spitzensport war Wegner als Sportpsychologe der Beach-Volleyballer David Klemperer und Eric Koreng tätig, und war Schirmherr der „Kieler Handballrunde“, einem Gesprächskreis mit Handballvereinen (unter anderem THW Kiel), der sich zum Ziel gesetzt hatte, die Koordination der Nachwuchsarbeit zu verbessern.
Am Ende des Wintersemesters 2024/25 ging Wegner in den Ruhestand.